# بني علاهم (فرقة حيناجن)
بني علاهم هو دُوَّار يقع بجماعة كندر سيدي خيار، إقليم صفرو، جهة فاس مكناس في المملكة المغربية. ينتمي الدوّار لمشيخة فرقة حيناجن التي تضم 14 دوار. يقدر عدد سكانه بـ 661 نسمة حسب الإحصاء الرسمي للسكان والسكنى لسنة 2004.

## روابط خارجية
- البوابة الوطنية للجماعات الترابية نسخة محفوظة 12 مارس 2018 على موقع واي باك مشين.
- المندوبية السامية للتخطيط